# أشياء غريبة (الموسم 1)
تم عرض الموسم الأول من المسلسل التلفزيوني الدرامي والخيال العلمي الرعب الأمريكي أشياء غريبة لأول مرة في جميع أنحاء العالم حصريًا عبر خدمة بث نتفليكس في 15 يوليو 2016. تم إنشاء المسلسل بواسطة مات وروس دفر الذين هم أيضًا منتجون تنفيذيون جنبًا إلى جنب مع شون ليفي ودان كوهين.
نجوم الموسم الأول وينونا رايدر، وديفيد هاربور، وفين وولفارد، وميلي بوبي براون، وجاتن ماتاراتزو، وكالب ماكلولين، وناتاليا داير، وتشارلي هيتون، وكارا بونو، وماثيو مودين، مع نواه شناب، وجو كيري، وشانون بورسر في أدوار متكررة. حصل الموسم الأول من أشياء غريبة على إشادة عالمية، لا سيما بسبب أصالته وتوصيفه ومرئياته وروح الدعابة والتمثيل (خاصةً في رايدر وهاربور وولفارد وبراون ومودن).

## مقدمة
بدأ الموسم الأول في تشرين الثاني (نوفمبر) 1983، عندما فتح الباحثون في مختبر هوكينز الوطني صدعًا على «أبسايد داون»، وهو بُعد بديل ينعكس على العالم الحقيقي. مخلوق بشري وحشي يهرب ويختطف صبيًا يُدعى ويل بايرز وفتاة مراهقة تُدعى باربرا هولاند. والدة ويل، جويس، ورئيس شرطة المدينة، جيم هوبر، يبحثون عن ويل. في الوقت نفسه، تهرب فتاة شابة تحمل اسم «ايليفن» من المختبر وتساعد أصدقاء ويل، مايك وداستن ولوكاس، في جهودهم الخاصة للعثور على ويل.

## الممثلين والشخصيات

### الرئيسية
- وينونا رايدر بدور جويس بايرز[3]
- ديفيد هاربور مثل جيم هوبر[3]
- فين وولفارد في دور مايك ويلر[4]
- ميلي بوبي براون[4] بدور إيليفن
- جاتن ماتاراتزو في دور داستن هندرسون[4]
- كاليب ماكلولين في دور لوكاس سنكلير[4]
- ناتاليا داير بدور نانسي ويلر[4]
- تشارلي هيتون في دور جوناثان بايرز[4]
- كارا بونو في دور كارين ويلر[5]
- ماثيو مودين في دور مارتن برينر[6]

### الثانوية
- جو كيري في دور ستيف هارينجتون[7][8]
- شانون بورسر بدور باربرا «بارب» هولاند[9]
- نوح شناب في دور ويل بايرز
- روس بارتريدج مثل لوني بايرز[10]
- روب مورجان كضابط باول
- جون بول رينولدز في دور الضابط كالاهان
- راندال بي هافينز في دور سكوت كلارك
- إيمي مولينز في دور تيري آيفز[11]
- كاثرين داير في دور كوني فرايزر
- بيتون ويش في دور تروي[12]
- كيد جونز بدور جيمس
- تشيستر راشنغ بدور تومي هـ.
- تشيلسي تالمادج في دور كارول
- تينسلي وأنيستون برايس بدور هولي ويلر
- كريس سوليفان في دور بيني هاموند
- توبياس جيلينك كوكيل رئيسي
- سوزان شلهوب لاركن بدور فلورنس («فلو»)

## الحلقات
في هذا الجدول، يشير الرقم الموجود في العمود الأول إلى رقم الحلقة ضمن المسلسل بأكمله، بينما يشير الرقم الموجود في العمود الثاني إلى رقم الحلقة في هذا الموسم المُحدد.
| الرقم في المسلسل | الرقم في الموسم | عنوان الحلقة                                                                         | المخرج      | الكاتب                                         | تاريخ العرض   |
| ---------------- | --------------- | ------------------------------------------------------------------------------------ | ----------- | ---------------------------------------------- | ------------- |
| 1                | 1               | «Chapter One: The Vanishing of Will Byers (الفصل الأول: اختفاء ويل بايرز)»           | الاخوة دوفر | الاخوة دوفر                                    | 15 يوليو 2016 |
| 2                | 2               | «Chapter Two: The Weirdo on Maple Street (الفصل الثاني: غريب الأطوار في شارع مايبل)» | الاخوة دوفر | الاخوة دوفر                                    | 15 يوليو 2016 |
| 3                | 3               | «Chapter Three: Holly, Jolly (الفصل الثالث: يا للعجب!)»                              | شون ليفي    | جيسيكا مكلنبورغ                                | 15 يوليو 2016 |
| 4                | 4               | «Chapter Four: The Body (الفصل الرابع: الجثّة)»                                       | شون ليفي    | جاستن دوبلي                                    | 15 يوليو 2016 |
| 5                | 5               | «Chapter Five: The Flea and the Acrobat (الفصل الخامس: البرغوث والبهلوان)»           | الأخوة دوفر | أليسون تاتلوك                                  | 15 يوليو 2016 |
| 6                | 6               | «Chapter Six: The Monster (الفصل السادس: الوحش)»                                     | الأخوة دوفر | جيسي نيكسون لوبيز                              | 15 يوليو 2016 |
| 7                | 7               | «Chapter Seven: The Bathtub (الفصل السابع: حوض الاستحمام)»                           | الأخوة دوفر | جاستن دوبلي                                    | 15 يوليو 2016 |
| 8                | 8               | «Chapter Eight: The Upside Down (الفصل الثامن: المكان المقلوب)»                      | الأخوة دوفر | قصة: بول ديختر النص الأصلي بواسطة: الأخوة دوفر | 15 يوليو 2016 |

## إنتاج

### التطور
ألف المسلسل بواسطة مات وروس دفر، المعروفين بالأخوة دوفر. أكمل الاثنان كتابة وإنتاج فيلمهما المخفي لعام 2015، والذي حاولا فيه تقليد أسلوب إم. نايت شيامالان. أبدى المنتج التلفزيوني دونالد دي لاين إعجابه بسيناريو المخفي ومنحهم فرصة العمل على حلقات من وايوارد باينز جنبًا إلى جنب مع شيامالان. تم أرشد شيامالان الأخوين أثناء إنتاج الحلقة، لذلك عندما انتهوا، شعروا أنهم مستعدون لإنتاج مسلسل تلفزيوني خاص بهم.
اعدُ الاخوة دوفر سيناريو من شأنه أن يكون مشابهًا بشكل أساسي للحلقة التجريبية الفعلية للمسلس. قاموا بنقل القصة إلى عدد من شبكات الكابلات، والتي رفضت جميعها السيناريو على أساس أنهم شعروا بأنها مؤامرة تتمحور حول الأطفال، وطلبوا منهم التركيز على تحقيق هوبر في الخوارق. في أوائل عام 2015، قدم دان كوهين، نائب رئيس شركة 21 Laps Entertainment [الإنجليزية]، السيناريو إلى زميله شون ليفي. قاموا بعد ذلك بدعوة الاخوة دوفر إلى مكتبهم واشتروا حقوق المسلسل. بعد قراءة الإصدار التجريبي، اشترت نيتفليكس الموسم بأكمله مقابل مبلغ لم يكشف عنه؛  أعلنت نتفليكس في أوائل أبريل 2015 أن موعد العرض سيكون في 2016. صرح دوفر براذرز أنه في الوقت الذي قدموا فيه عرضًا لـ نيتفليكس، تم بالفعل الاعتراف بالخدمة لبرمجتها الأصلية، مثل بيت البطاقات و البرتقالي هو الأسود الجديد، مع منتجين معروفين وراءهم، وكانوا على استعداد للبدء إعطاء المنتجين القادمين مثلهم فرصة.  بدأ الأخوان في كتابة المسلسل وأصبح ليفي وكوهين منتجين تنفيذيين.
عُرفت السلسلة في الأصل باسم مونتوك، حيث كان وضع السيناريو في مونتوك، نيويورك ومواقع لونغ بيتش القريبة. اختار الأخوان مونتوك لأنه كان له علاقات أخرى مع سبيلبرغ مع فيلم الفك المفترس، حيث تم استخدام مونتوك في الإعداد الخيالي لجزيرة أميتي. بعد أن قرروا تغيير رواية المسلسل لتحدث في بلدة هوكينز الخيالية بدلًا من ذلك، شعر الأخوان أنه يمكنهم الآن القيام بأشياء للمدينة، مثل وضعها تحت الحجر الصحي، والتي لا يمكنهم تصورها في موقع حقيقي. مع التغيير في الموقع، كان عليهم ابتكار عنوان جديد للمسلسل تحت إشراف تيد ساراندوس من نيتفليكس حتى يتمكنوا من البدء في تسويقه للجمهور. بدأ الأخوان باستخدام نسخة من رواية مضرمة اللهب لستيفن كينج للنظر في خط العنوان ومظهره، وتوصلوا إلى قائمة طويلة من البدائل المحتملة. ظهرت أشياء غريبة لأنها بدت مشابهة لرواية الملك أخرى، أشياء ضرورية، على الرغم من أن مات أشار إلى أنه لا يزال لديهم «الكثير من الجدل المحتدم» حول هذا العنوان الأخير.

## الإطلاق
تتكون حلقات الموسم الأول من أربعين دقيقة عرضت على نيتفليكس في 15 يوليو 2016، بدقة 4 كيلو بكسل والتصوير بالمدى الديناميكي العالي.

### وسائل الإعلام الرئيسية
أصدر الموسم الأول من أشياء غريبة على حزمة مجمعة بلو راي / دي في دي حصريًا لتجار التجزئة المستهدفين في 17 أكتوبر 2017، ونفس الشيء بالنسبة لحزمة التحرير والسرد 4/ بلو راي في 15 نوفمبر 2017.

## روابط خارجية
- أشياء غريبة على نتفليكس (الاشتراك مطلوب)